# Sceloporus grandaevus
Espèce
Synonymes
- Sator grandaevus Dickerson, 1919

Statut de conservation UICN

 LC  : Préoccupation mineure
Sceloporus grandaevus est une espèce de sauriens de la famille des Phrynosomatidae.

## Répartition
Cette espèce est endémique de l'île Jacques Cousteau en Basse-Californie du Sud au Mexique.

## Publication originale
- Dickerson, 1919 : Diagnoses of twenty-three new species and a new genus of lizards from Lower California. Bulletin of the American Museum of Natural History, vol. 41, no 10, p. 461-477 (texte intégral).